# Jugon-les-Lacs
 Jugon-les-Lacs (en bretó Lanyugon, gal·ló Jugon) és un municipi francès, situat a la regió de Bretanya, al departament de Costes del Nord. L'any 2008 tenia 1.833 habitants.

## Demografia
| 1962                                       | 1968  | 1975  | 1982  | 1990  | 1999  | 2005  |
| ------------------------------------------ | ----- | ----- | ----- | ----- | ----- | ----- |
| 1.444                                      | 1.417 | 1.292 | 1.351 | 1.283 | 1.348 | 1.504 |
| Des de 1962: població sense dobles comptes |       |       |       |       |       |       |

## Administració
| Període   | Identitat      | Partit |
| --------- | -------------- | ------ |
| 1989-1995 | Fernand Hamon  |        |
| 1995-2001 | Humbert Boulin |        |
| 2001-     | Daniel Hamon   |        |